# Nikolai Iwanowitsch Gretsch
Nikolai Iwanowitsch Gretsch (russisch Николай Иванович Греч; * 3. Augustjul. / 14. August 1787greg. in Sankt Petersburg; † 12. Januarjul. / 24. Januar 1867greg. ebenda) war ein russischer Staatsrat, Autor, Sprachwissenschaftler, Literaturkritiker und Übersetzer.

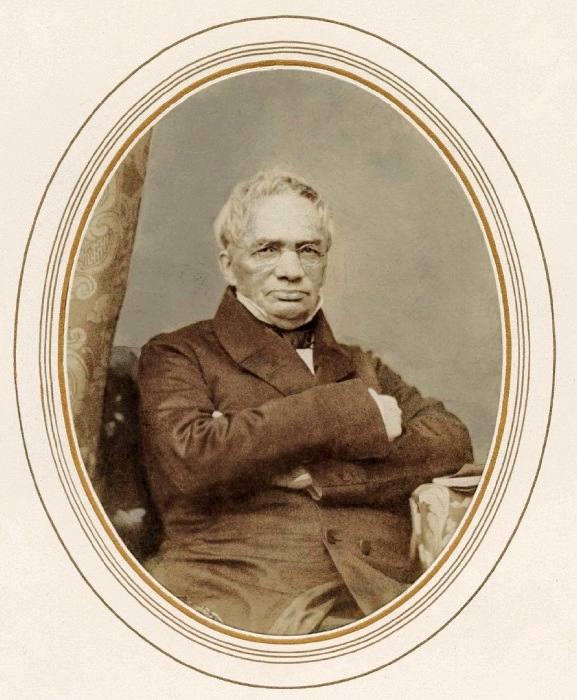
Nikolai Gretsch

## Leben
Der Sohn deutscher Eltern besuchte in Sankt Petersburg die Kaiserliche Rechtsschule. Nach deren Beendigung war er ab 1804 kurze Zeit als Ministerialbeamter tätig, besuchte aber nach kurzer Zeit Vorlesungen des pädagogischen Instituts. 1807 wurde er Mitherausgeber der Zeitschrift Der Zeitgeist. Von 1809 an war als Oberlehrer für Russisch an der Petrischule, der Hauptschule der protestantischen Petrikirche tätig. 1813 wechselte er an das Petersburger Gymnasium. Ab 1812 gab er mit Unterstützung der Zensurbehörde die politische und literarische Zeitschrift Syn otetschestwa heraus, die er bis 1838 redigierte. 1822 verfasste er eine erste russische Literaturgeschichte. Ab 1825 gab er zusammen mit Faddei Wenediktowitsch Bulgarin die Nordische Biene (Северная пчела) heraus. Zusammen mit diesem und mit Ossip Julian Iwanowitsch Senkowski stellten die drei in den Augen ihrer Zeitgenossen eine Art Triumvirat dar, das die Petersburger Literatur und Presse dominierte. Gretsch, auf Grund der ihm staatlicherseits gewährten Protektion und seiner nicht-russischen Herkunft oftmals von der literarischen Avantgarde angefeindet, zählte dennoch zu den wichtigsten und einflussreichsten Personen der literarischen Landschaft Russlands seiner Zeit. Allerdings werden seine beiden Romane als eher weniger gelungene Werke betrachtet. Neben diesen verfertigte er eine Reihe bedeutender grammatikalischer Werke über die russische Sprache. Ein Versuch zur Schaffung eines umfassenden Russischen Konversationslexikons, dessen Redaktionsleitung er 1834 übernommen hatte, scheiterte jedoch beim siebten Band. Über seine Reisen durch verschiedene europäische Länder verfasste er ebenfalls mehrere Werke.
Seit 1828 war er korrespondierendes Mitglied der Russischen Akademie der Wissenschaften in Sankt Petersburg.